# کوزبی
کوزبی (عبری توراتی: כָּזְבִּי) در در اعداد 25 در کتاب مقدس عبری به عنوان «دختر زور»، مدین صیغه یا یک همسر یا هم‌بالینی یک اسرائیلی به نام زیمری ذکر شده‌است. خداوند به اختلاط قوم اسرائیل با مدیانیان محلی و در نتیجه پرستش بعل اعتراض کرد و به موسی دستور داد که تمامی بنی اسرائیل را که بعل را پرستش کرده بودند بکشد.
«و اینک یکی از بنی‌اسرائیل آمد و زنی مدیانی را نزد موسی و تمامی جماعت بنی‌اسرائیل نزد خانواده‌اش آورد، در حالی که در آنجا گریه می‌کردند. وقتی فینحاس بن العازار، پسر هارون کاهن آن را دید، برخاست و از جماعت خارج شد و نیزه ای در دست گرفت و به دنبال مرد اسرائیل رفت و به داخل خانه رفت. اتاق داخلی و هر دو مرد اسرائیلی و زن را در بدن او سوراخ کرد و به این ترتیب طاعون از بنی‌اسرائیل محو شد، با این حال بیست و چهار هزار نفر از طاعون مردند.» اعداد 25:6–9 (نسخه استاندارد اصلاح شده)

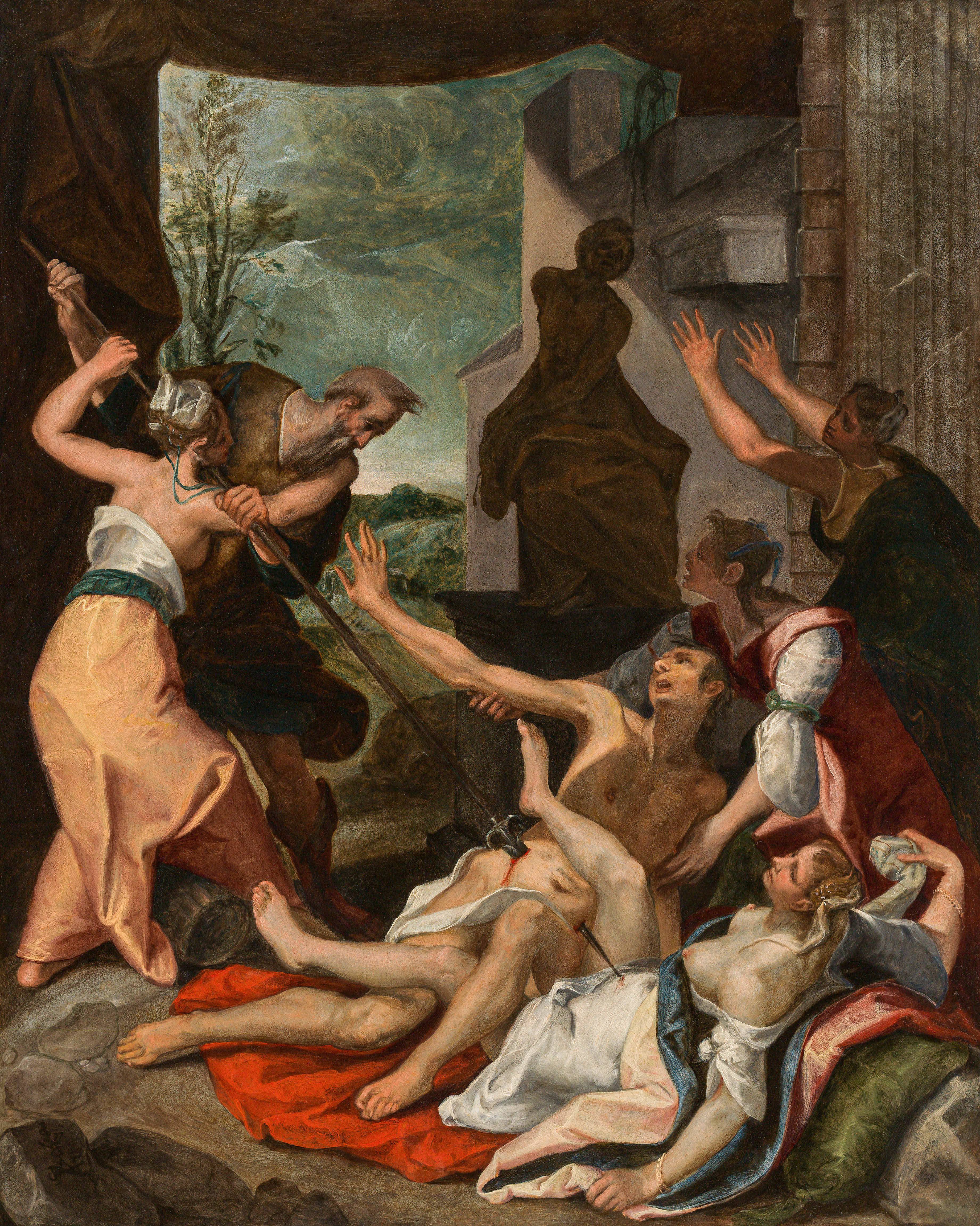
تابلویی که فینحاس را در حال کشتن زیمری و کوزبی، نشان می‌دهد. اثر [https://en.m.wikipedia.org/wiki/Jeremias_van_Winghe جرمیا ون وینگه